# Mirpur Mathelo
Mirpur Mathelo est une ville du Pakistan, située dans le district de Ghotki dans la province du Sind.
Sa population était de 100 760 habitants en 2017.  Selon le recensement de 2023, la population de la ville monte à 74 651 habitants.